# Bellview Airlines
Bellview Airlines foi uma empresa aérea da Nigéria, sediada em Ikeja, executou suas atividades entre os anos de 1992 e 2009.

## Frota

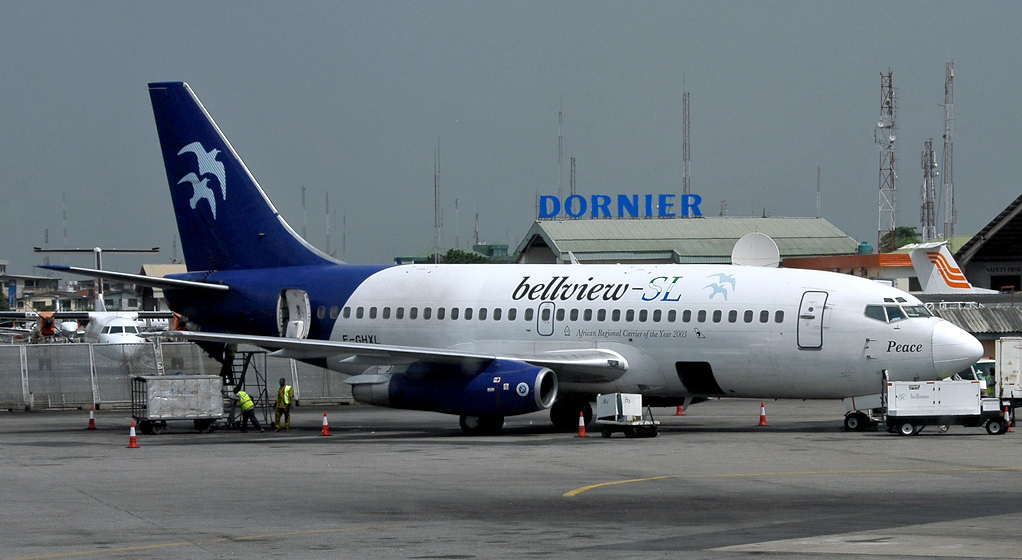
Boeing 737-200 da Bellview Airlines.

- 5 Boeing 737-200
- 5 Boeing 737-300
- 3 Boeing 767-200ER